# Marsure di Aviano
Marsure is een plaats (frazione) in de Italiaanse gemeente Aviano, provincie Pordenone, en telt ongeveer 1450 inwoners.